# Ibrahim Ahmed

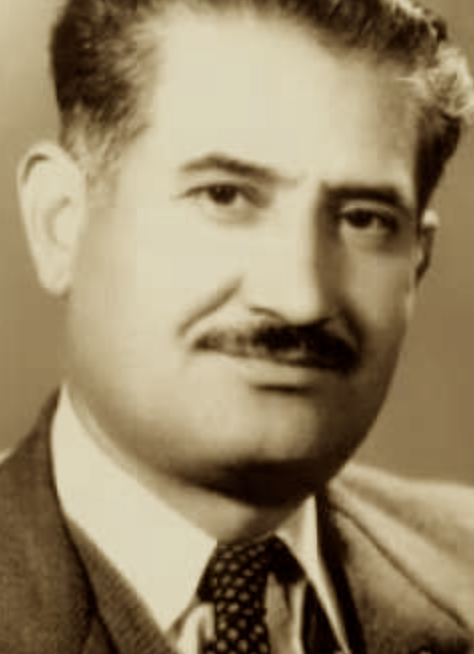
Ibrahim Ahmed

Ibrahim Ahmed oder Ibrahîm Ehmed (* 1914 in Silemani, Osmanisches Reich; † 8. April 2000 in Surrey, Vereinigtes Königreich) war ein kurdischer Autor, Schriftsteller, Politiker und Übersetzer. Er studierte Jura an der Universität von Bagdad und schloss 1937 damit ab. Von 1942 bis 1944 war er Richter in Arbil und Halabdscha. 1939 gründete er mit Alaaddin Sajadi die kurdischsprachige Zeitschrift Gelawêj (Der Morgenstern = Venus). Ahmed war Herausgeber und Chefredakteur. Gelawêj erschien bis 1949.

## Politische Laufbahn
In dieser Zeit wurde er auch politisch aktiv, so dass er 1944 Vorsitzender der Komeley Jiyanewey Kurd in der Region Silemani und später des ganzen kurdischen Iraks wurde. Als die Komeley Jiyanewey Kurd 1945 ihren Namen in Kurdische Demokratische Partei änderte, wurde Ahmed der Sekretär der Partei in Irakisch-Kurdistan. Er brachte als Parteiblatt das Magazin Dengî Rastî (Die Stimme der Wahrheit) heraus. 1947 wurde Ahmed Mitglied der Partei Kurdische Demokratische Partei unter Führung von Mustafa Barzani. 1949 wurde Ahmed zu zwei Jahren Haft in Bagdad und zwei Jahren Haft in Kirkuk verurteilt. Von 1949 bis 1956 war Ahmed Chefredakteur der KDP-Zeitschrift Rizgarî (Befreiung), die später in Xebat (Kampf) umbenannt wurde. 1956 wurde Ibrahim Ahmed sogar Generalsekretär der KDP. Allerdings kam es 1964 zu Spannungen innerhalb des Politbüros der KDP. Auf der einen Seite standen die Anhänger Mustafa Barzanis und auf der anderen diejenigen um Ibrahim Ahmed und Dschalal Talabani. Barzani ernannte ein neues Politbüro und die Leute um Ibrahim Ahmed spalteten sich von der KDP ab und gründeten 1975 in Europa die Patriotische Union Kurdistans. Nach 1975 lebte Ahmed als politischer Flüchtling in England. Seine Tochter Herro Khan ist die Ehefrau Dschalal Talabanis.

## Literarisches Schaffen
Ibrahim Ahmed begann 1933 mit dem Schreiben. Sein wichtigstes Werk Janî Gel (Das Leiden des Volkes) erschien 1956 und handelte von dem algerischen Unabhängigkeitskrieg gegen Frankreich. Er verglich in diesem Roman die Situation der Algerier mit dem der Kurden. Das Werk wurde 1980 ins Persische und 1994 ins Französische und Türkische übersetzt.

## Werke
Kurzgeschichten
- Yadgarî Lawan (Erinnerungen der Jugend), Gedichts- und Geschichtensammlung, Bagdad 1933.
- Kwêrewerî (Das Elend), Geschichtensammlung, Bagdad, 1959.
- Bawik û Kur (Vater und Sohn), Kurzgeschichte, published in the magazine Çirîkey Kurdistan, England, 1979.
- Pirsey Şehîd (Das Wachsein des Märtyrers), Kurzgeschichte, published in the magazine Çirîkey Kurdistan, England, 1980.

Romane
- Janî Gel (Das Leiden des Volkes), 1956, Irak.
- Dirk û Gul (Der Dorn und die Blume), 1991. (geschrieben 1961)
- Awat û Nahumêdî (Erwartungen und Enttäuschungen), geschrieben 1933, unveröffentlicht.
- Herzekarî û Hejarî (Die Nachlässigkeit und die Armut), geschrieben 1972, unveröffentlicht.
- Jiyan û Xebat (Leben und Kampf), geschrieben 1961, unveröffentlicht.

Artikel
- Ibrahim Ahmad, The Republic of Kurdistan: A Personal Memoir, in International Journal of Kurdish Studies, Vol. 11, Nos.1-2, 1997.